# Parafia św. Katarzyny Aleksandryjskiej w Pogrzybowie
Parafia Świętej Katarzyny Aleksandryjskiej w Pogrzybowie – parafia rzymskokatolicka, znajdująca się w diecezji kaliskiej, w dekanacie Raszków.